# Ланквиц
Ла́нквиц (нем. Lankwitz) — район в шестом (после реформы 2001 года) административном округе Берлина Штеглиц-Целендорф. Район находится в юго-западной части округа. Ланквиц граничит на севере с районами Штеглиц и Мариендорф, на юго-востоке — с Мариенфельде, на юге — с Лихтерфельде.

## История
Первое упоминание деревни Ланквиц датируется 1239 годом. До включения района в Большой Берлин в 1920 году Ланквиц был самостоятельной общиной. В ночь с 23 на 24 августа 1943 года, а также во время последующих бомбёжек, продолжающихся до 4 сентября 1943 года, Ланквиц был разрушен на 85 %.
Центр Ланквица расположен между сегодняшней станцией наземного метро «Ланквиц» (нем. S-Bahnhof Lankwitz) и Церковью Святой Троицы (нем. Dreifaltigkeitskirche), называемой также «Ланквиц Кирхе» (нем. Lankwitz Kirche), где находится главный транспортный узел района с многочисленными автобусными маршрутами. Ланквиц является также и студенческим центром. В районе расположен географический кампус Свободного университета.

## Население
| Год  | Численность |
| ---- | ----------- |
| 1866 | 341         |
| 1890 | 2.102       |
| 1900 | 4.111       |
| 1910 | 9.528       |
| 1919 | 12.397      |
| 1937 | 30.402      |

| Год  | Численность |
| ---- | ----------- |
| 1945 | 10.557      |
| 1956 | 29.797      |
| 2005 | 40.613      |
| 2008 | 40.385      |
| 2010 | 40.939      |
| 2011 | 41.242      |

## Достопримечательности

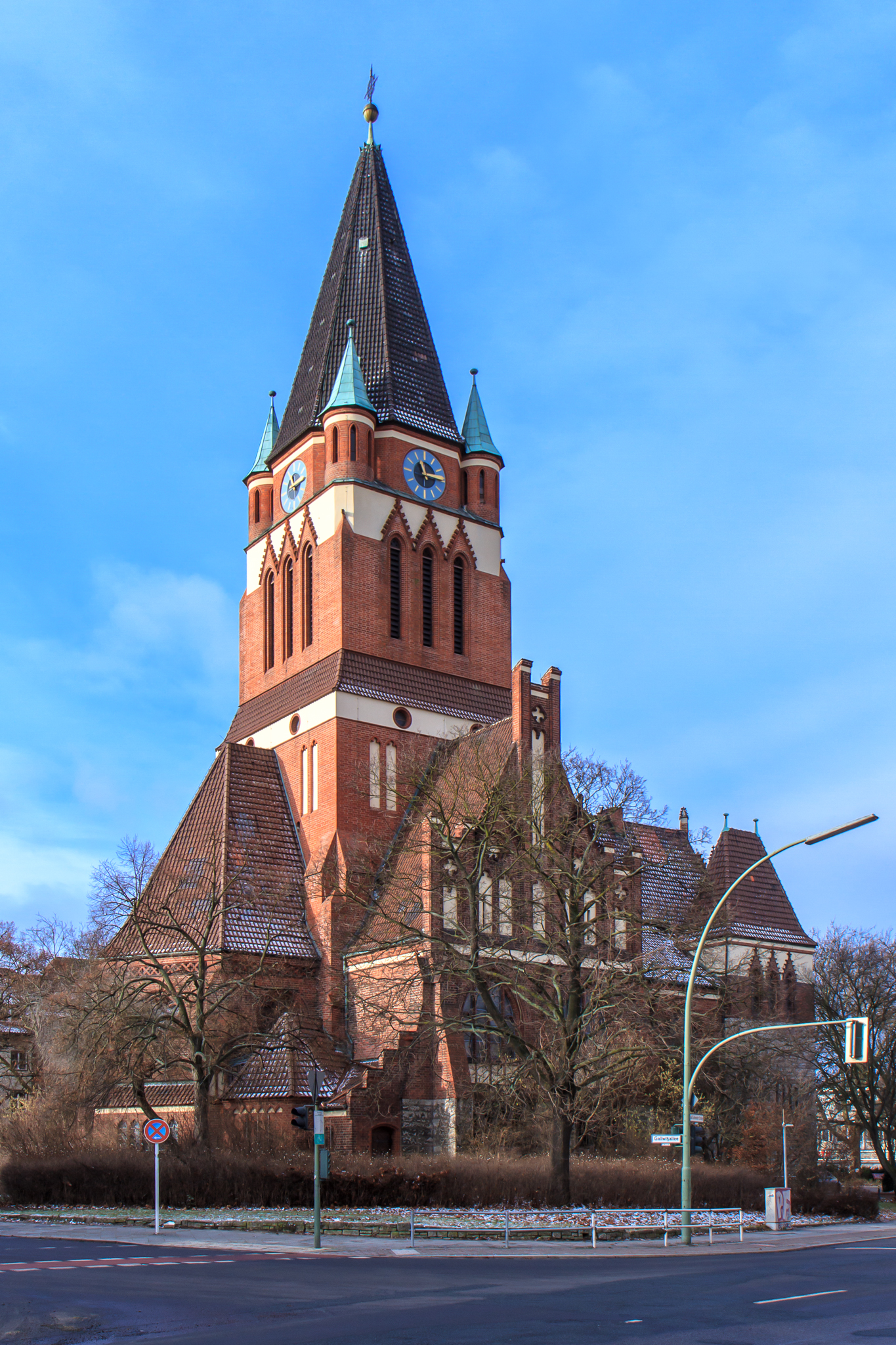
Церковь Святой Троицы
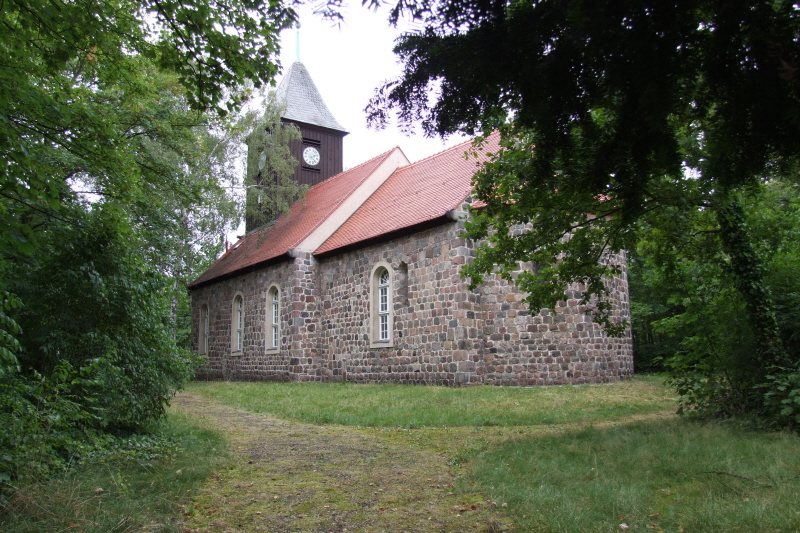
Деревенская церковь Ланквица
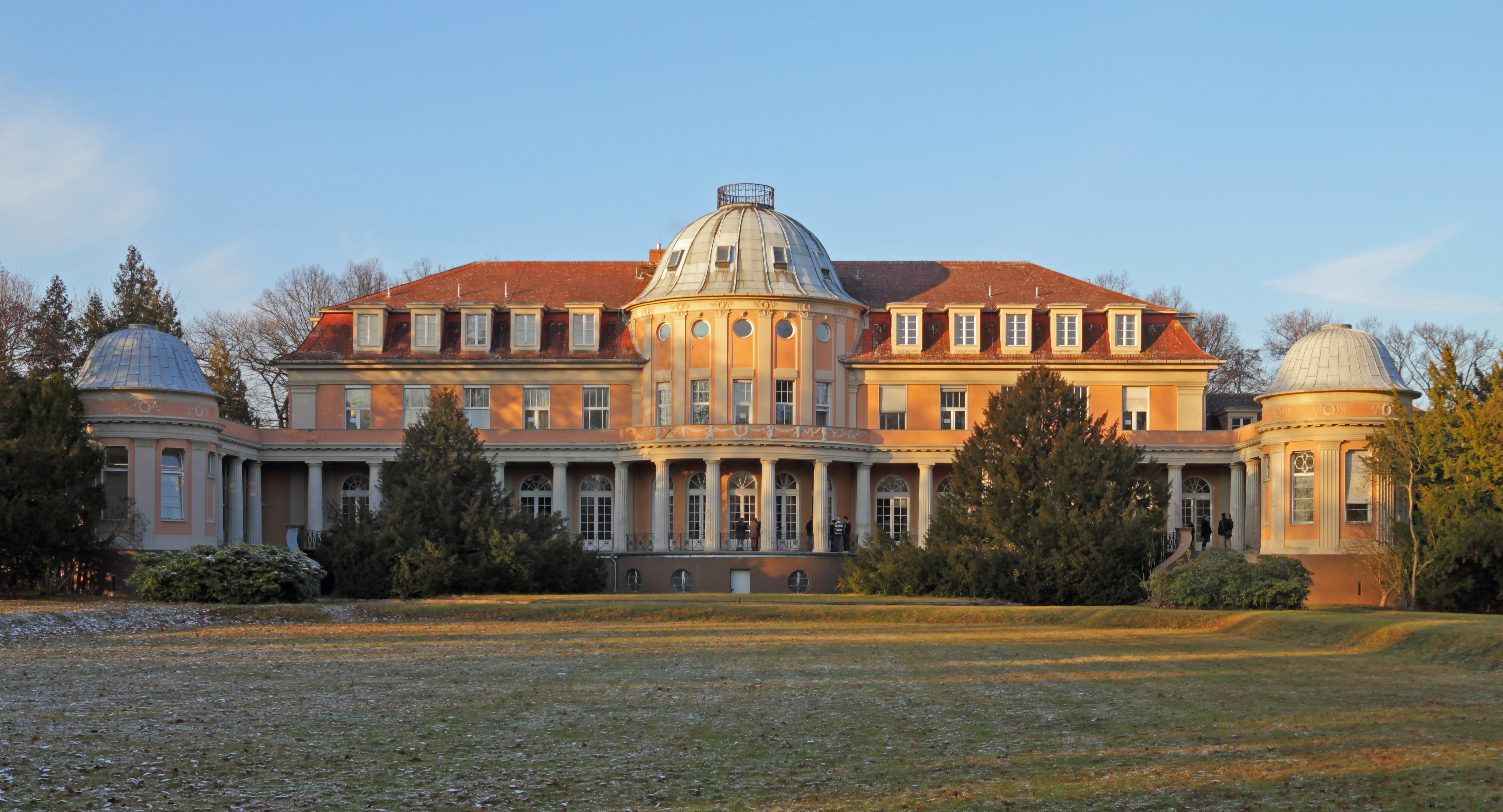
Вилла Сименса
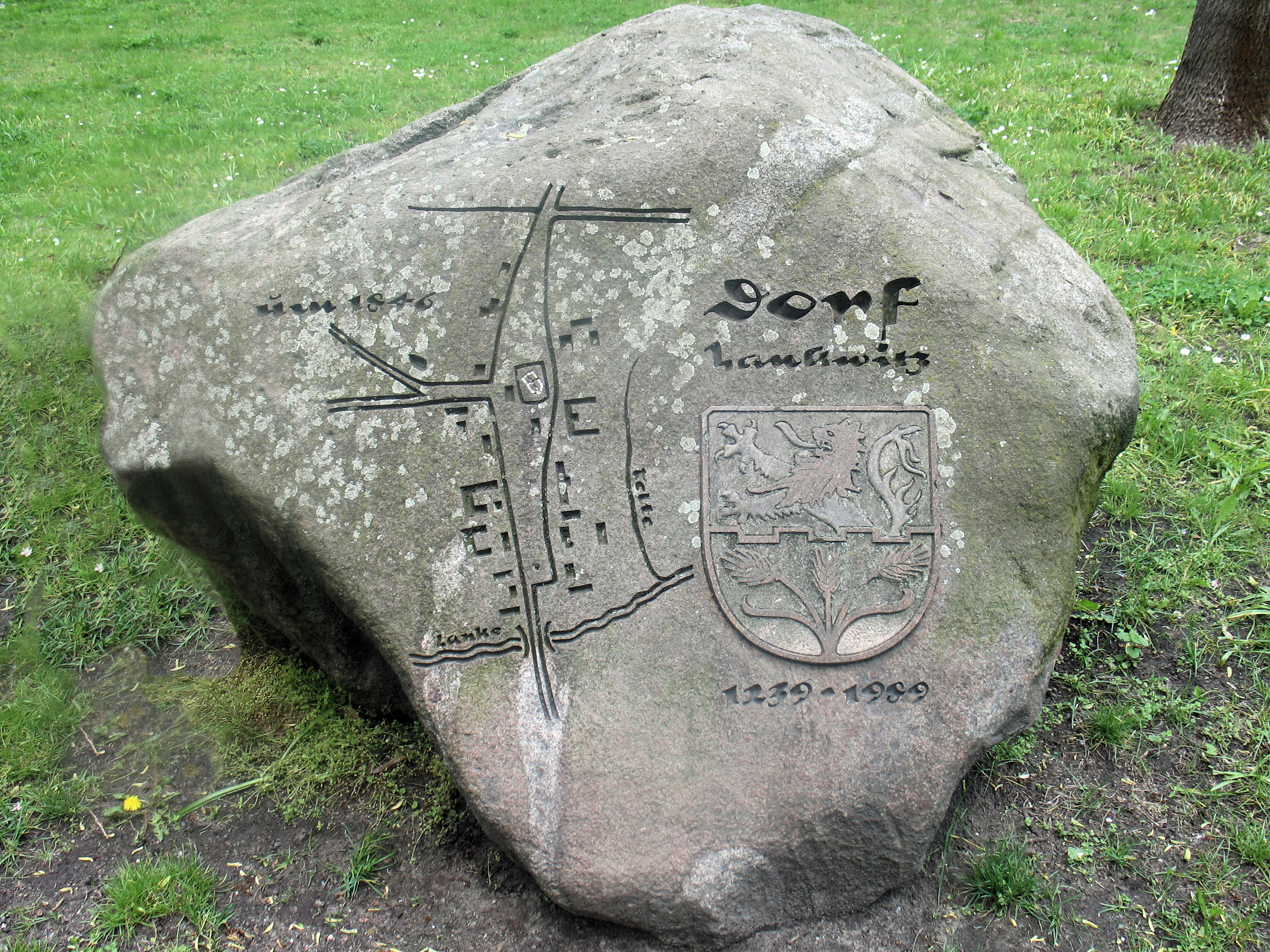
Мемориальный камень к 750-летию деревни Ланквиц
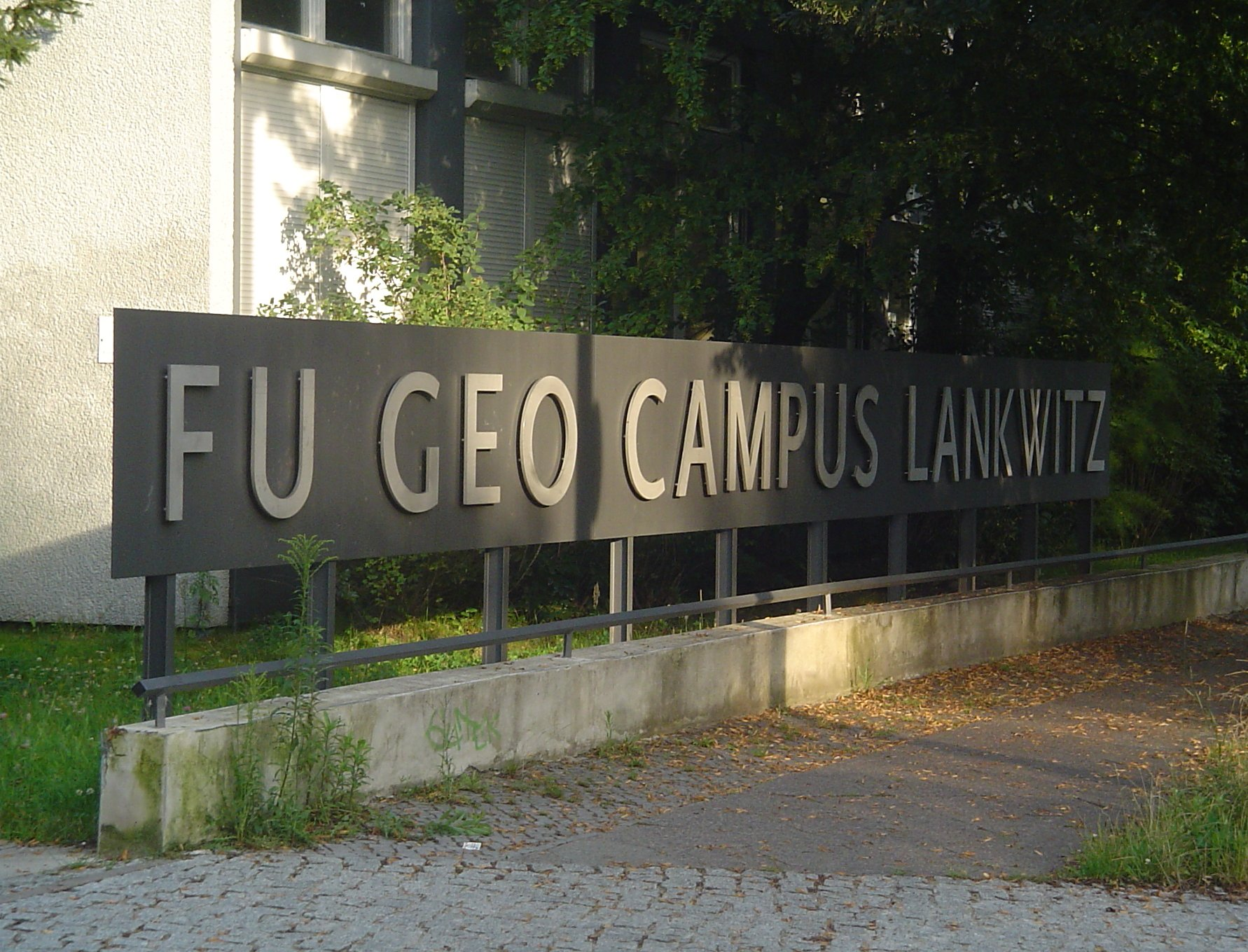
Географический кампус Свободного университета
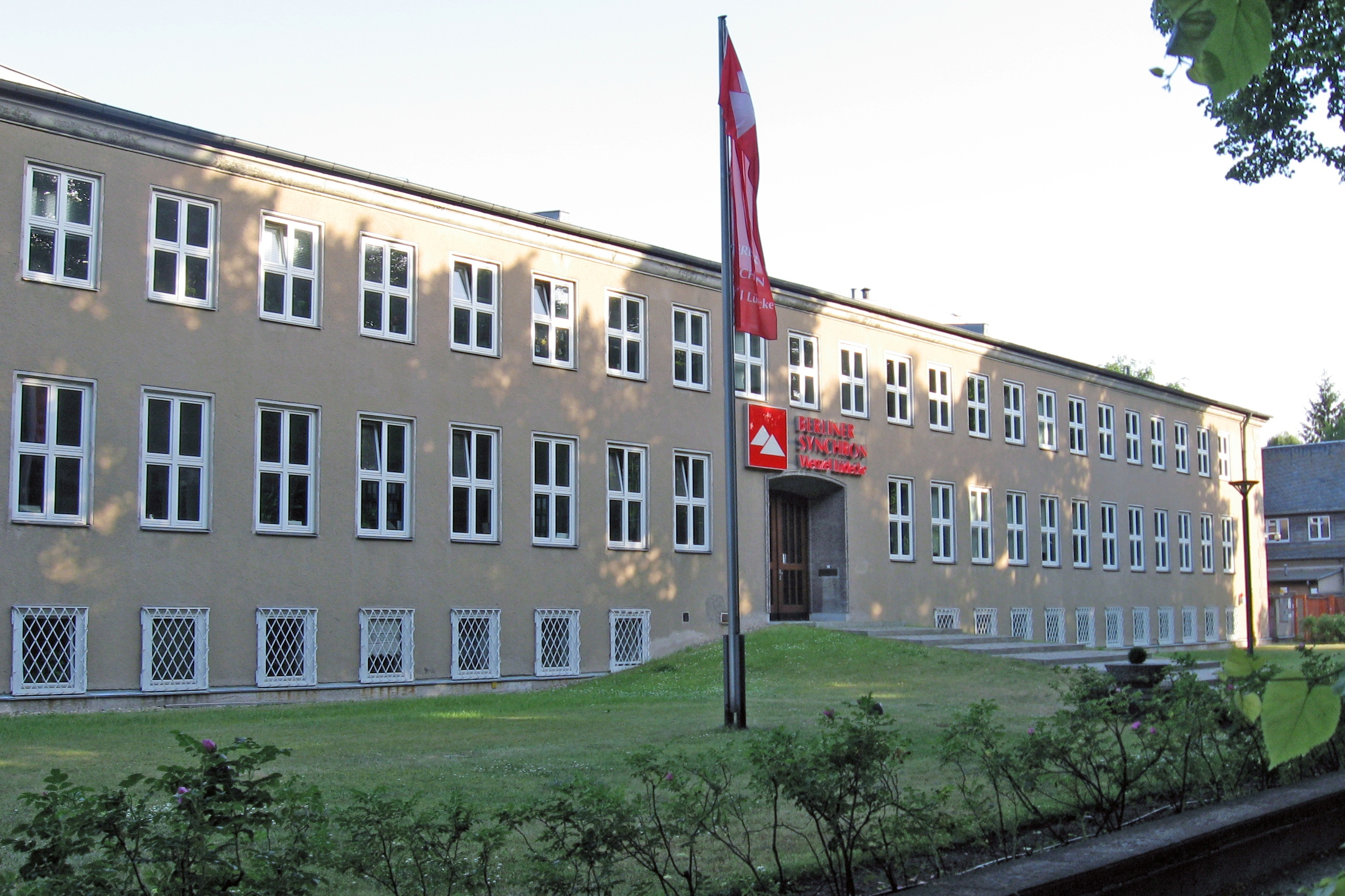
Берлинская студия синхронизации фильмов
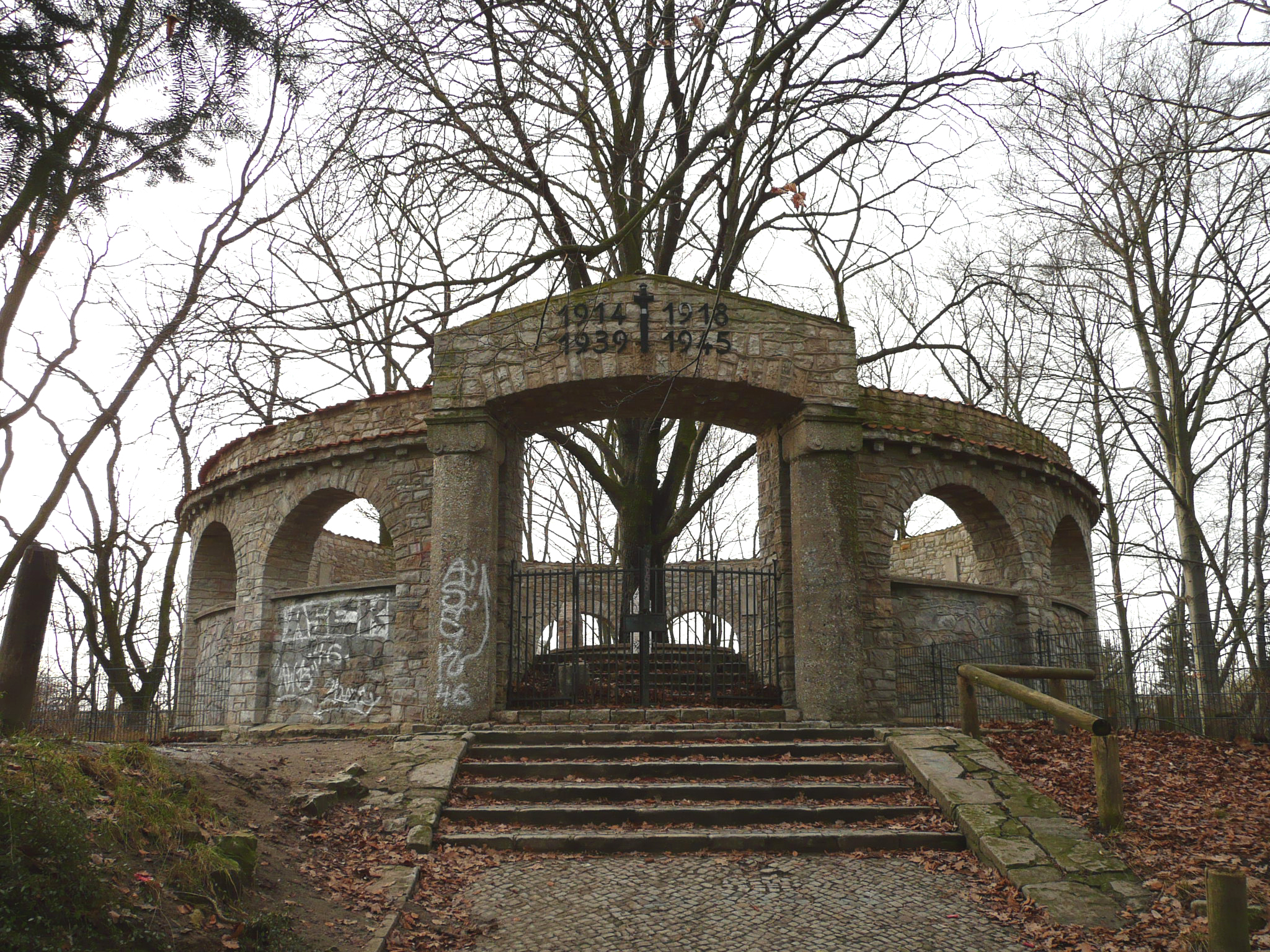
Мемориал павшим в мировых войнах